# Boïdas
Boïdas (En grec: βοίδας) est un philosophe grec pythagoricien certainement contemporain de Diphile, mais dont nous n'avons 
aucun écrit. Il ne doit pas être confondu avec Boédas, sculpteur grec, fils de Lysippe.

## Étymologie du nom
Boïdas pourrait venir de βοίδης, ου (Boïdès, ou), mot grec signifiant "semblable à un bœuf, c. à d. indolent, stupide".

## Sources
Boïdas est cité dans une scholie sur Les Nuées d'Aristophane, dans laquelle le scholiaste (nous ne savons qui) écrit : 
« πρῶτον μὲν γὰρ Δίφιλος εἰς Βοΐδαν τὸν φιλόσοφον ὁλόκληρον συνέταξε ποίημα, δι᾿ οὗ καὶ εἰς δουλείαν ἐρυπαίνετο ὁ φιλόσοφος. οὐ διὰ τοῦτο δὲ ἐχθρὸς ἦν. ἔπειτα Εὔπολις, εἰ καὶ δι᾿ ὀλίγων ἐμνήσθη Σωκράτους, μᾶλλον ἢ ᾿Αριστοφάνης ἐν ὅλαις ταῖς Νεφέλαις αὐτοῦ καθήψατο. » 

« D’abord, il fait penser à Diphile, qui composa contre le philosophe Boïdas un poème entier où le philosophe était insulté et même traité comme un esclave, sans qu’il ait été pour autant son ennemi.  Puis à Eupolis, qui;, bien qu'il ait très peu parlé de Socrate, l’a attaqué plus qu’Aristophane dans toutes ses Nuées. »,
Il est également cité dans l'Anonyme de Jamblique où il est classé pythagoricien.